# Didier Poli
Didier Poli, né le 24 novembre 1971 à Lyon, est un dessinateur de bande dessinée, illustrateur et directeur artistique français. Ses activités touchent aussi les domaines du jeu vidéo et de l'animation.

## Biographie
Après des études supérieures en arts appliqués à l'École Émile-Cohl de Lyon, puis à Gobelins à Paris, Didier Poli commence sa carrière au milieu des années 1990 chez Disney (où il travaille sur Tarzan et Kuzco, l'empereur mégalo), puis comme directeur d’animation chez Ubisoft,.
En 2001, il devient directeur artistique chez Kalisto Entertainment où il rencontre Manuel Bichebois. Deux ans plus tard, ils publient ensemble le premier tome de L'Enfant de l'orage aux éditions Les Humanoïdes Associés. Il est storyboardeur sur les longs métrages Titeuf, le film et Igor.
À partir de 2003, il devient dessinateur de bandes dessinées et travaille sur de nombreuses séries, tout en continuant à travailler pour le jeu vidéo et dans le domaine des jeux de plateau. 
En 2010, il collabore avec Jean-Baptiste Hostache, Didier Convard et Éric Adam pour le premier tome de la série Neige : Fondation chez Glénat. Il fonde ensuite, avec Guillaume Dorison et Jean-Baptiste Hostache, le studio Elyum et participe à des projets collectifs tels que Le Petit Prince et la collection Explora. À partir de 2013, il contribue aux séries Elric et Hawkmoon (Glénat), adaptations de l'oeuvre de Michael Moorcock. Il est directeur artistique pour la collection La Sagesse des mythes dirigée par Luc Ferry. En 2019, il participe à la conception graphique de la série Les 5 Terres (Delcourt). Puis, en 2020, il rejoint Dargaud avec sa propre série, Les Âges perdus, sur un scénario de Jérôme Le Maire.
Didier Poli a été directeur pédagogique du département Game Art à l'école ISART Digital entre 2012 et 2021.
Résidant à Paris, il continue d’exercer en tant que storyboardeur, directeur artistique et concept artist, principalement pour des studios et éditeurs de jeux vidéo et de jeux de plateau.

## Ludographie

### Jeux vidéo
Ubisoft
- 1997 : Tim 7 : directeur de l'animation
- 1999 : Tonic Trouble : directeur de l'animation

Kalisto Entertainment
- 2002 : SuperFarm[10]: directeur artistique
- Annulé : Dark Earth 2: directeur artistique
- Annulé : Nightmare Creatures 3: directeur artistique

Ikimasho
- 2020 : Star Shaman[10]: directeur artistique

### Jeux de plateau
De 2002 à 2004, il contribue à la création du jeu de figurines Confrontation pour Rackham. En 2005, il cofonde avec William Grosselin le studio Take on you et crée le jeu Tannhäuser.
Il est directeur artistique pour le reboot de la licence Confrontation, rachetée par Monolith Board Games et annoncée fin 2024. 

## Distinctions
- Prix Albert-Uderzo 2004 : Sanglier de bronze au meilleur jeune talent pour L'Enfant de l'orage[12]
- Festival d'Angoulême 2006 : nommé pour le Prix jeunesse pour L'Enfant de l'orage